# كوبونتو
كوبونتو (بالإنجليزية: Kubuntu) هو اشتقاق رسمي من توزيعة لينكس أوبنتو باستخدام بيئة الرسوميات كدي بدلا من جنوم. وهو جزء من مشروع أوبونتو ويستخدم نفس نظام البنية التحتية. يمكن أن يعمل أوبونتو وكوبونتو جنبا إلى جنب عن طريق تثبيت حزمتي ubuntu-desktop وkubuntu-desktop. كل حزم كوبونتو تستخدم نفس مستودعات أوبونتو. يمكن طلب أقراص كوبنتو عن طريق خدمة شبت. يتم إصدار كوبونتو بشكل منتظم ومتنبأ به.

## الاسم
«كوبونتو» تعني «نحو الإنسانية» البيمابية (مشتقة من «أوبونتو» - «الإنسانية»). حرف كي في البداية مستمد من بيئة سطح المكتب كي، الذي يشغل كوبونتو. بالصدفة، اسم كوبونتو يعني «الروح الصديقة» بلغة ميزو، وحر بلغة كروندي.

## المقارنة مع أوبونتو
يقع الاختلاف بين كوبونتو وأوبونتو عادة في التطبيقات المرئية والأدوات.
| البرنامج                                  | Ubuntu                     | Kubuntu                    |
| ----------------------------------------- | -------------------------- | -------------------------- |
| كيرنيل وأوبونتو                           | لينكس كيرنيل ونواة اوبونتو | لينكس كيرنيل ونواة اوبونتو |
| الرسوم                                    | X.Org Server               | X.Org Server               |
| الصوت                                     | PulseAudio                 | PulseAudio                 |
| الوسائط المتعددة                          | GStreamer                  | GStreamer                  |
| سطح المكتب                                | Unity                      | Plasma Desktop             |
| الادوات الأساسية                          | GTK+, Nux & Qt             | Qt                         |
| المتصفح                                   | فايرفكوس                   | ريكونج                     |
| المكتب                                    | LibreOffice                | LibreOffice                |
| البريد الإلكتروني ومدير المعلومات الشخصية | ثاندر بيرد                 | كونتاكت                    |

بلازما سطح المكتب لكوبونتو مخصصة بشكل كامل دون أدوات إضافية أو تكوين «تحرير الملف». صمم في الأصل لتسهيل انتقال المستخدمين من أنظمة التشغيل الأخرى (مثل مايكروسوفت ويندوز) من خلال إتاحة سطح مكتب مماثل.
بما أن أوبونتو وكوبونتو يستخدمان نفس المرجع.. فان أي تطبيق مخصص لأي منهما قابل للتثبيت والتشغيل على النظام الآخر.

## معرض الصور

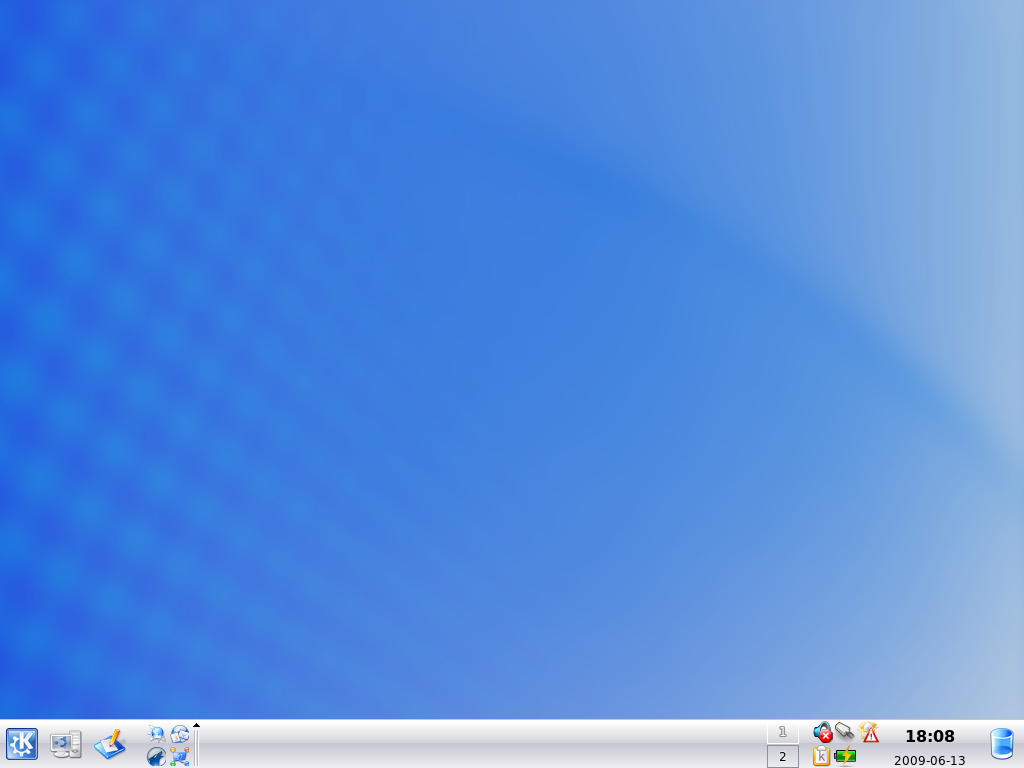
كوبونتو 8.04
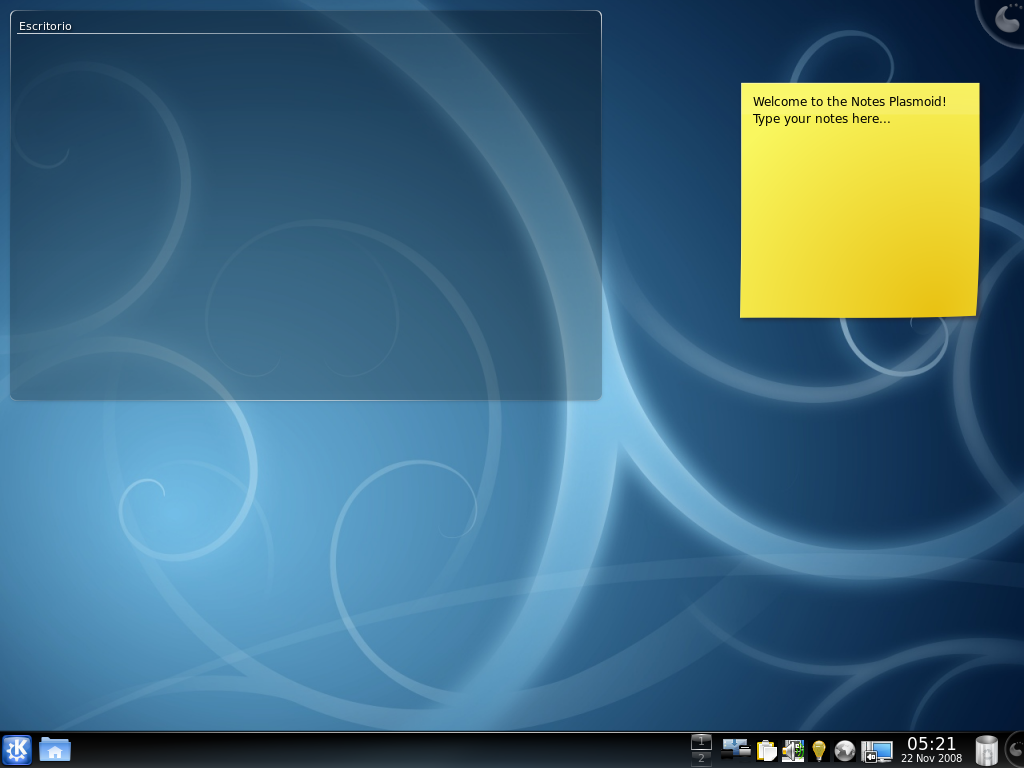
كوبونتو 8.10
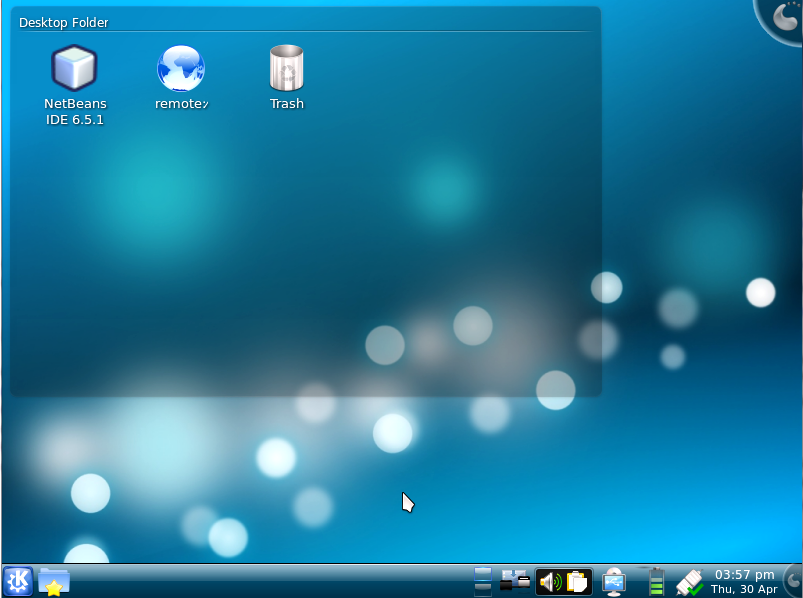
كوبونتو 9.04
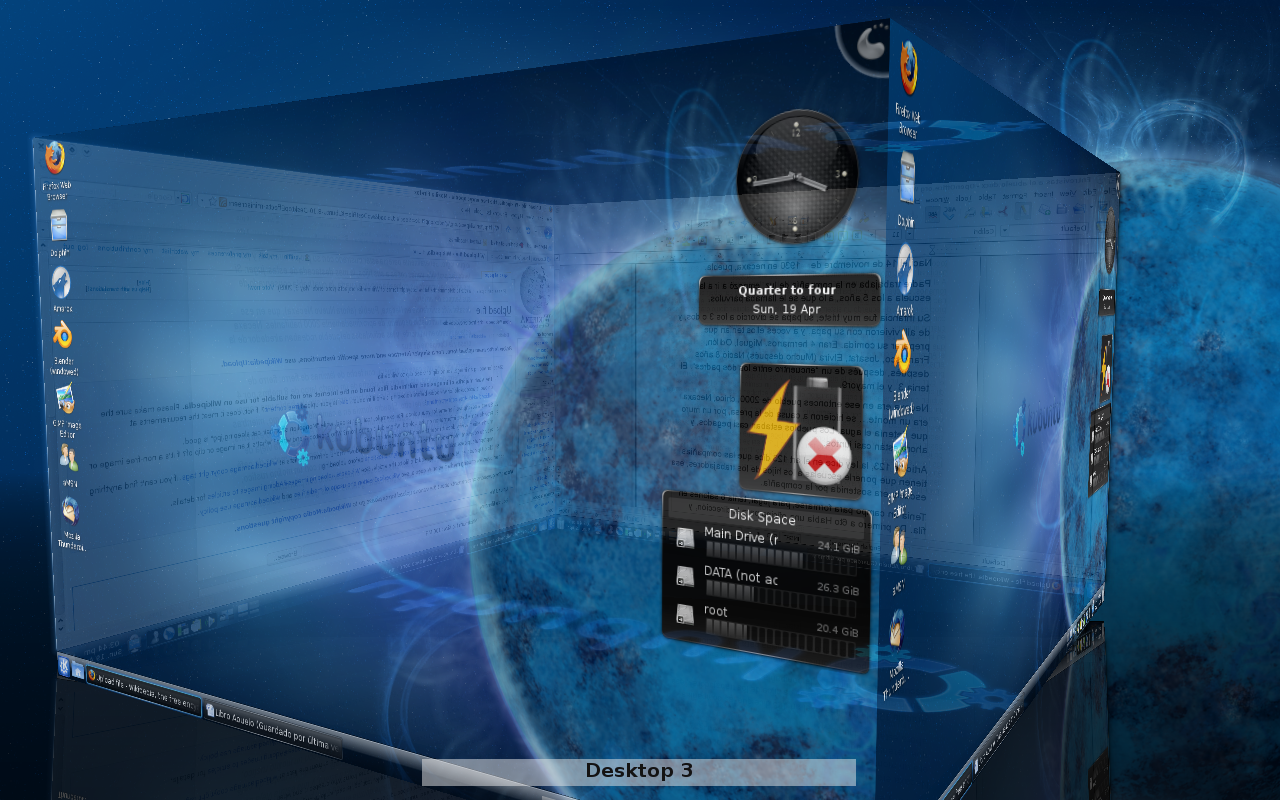
كوبونتو 9.04 إظهار بعض تأثيرات سطح المكتب
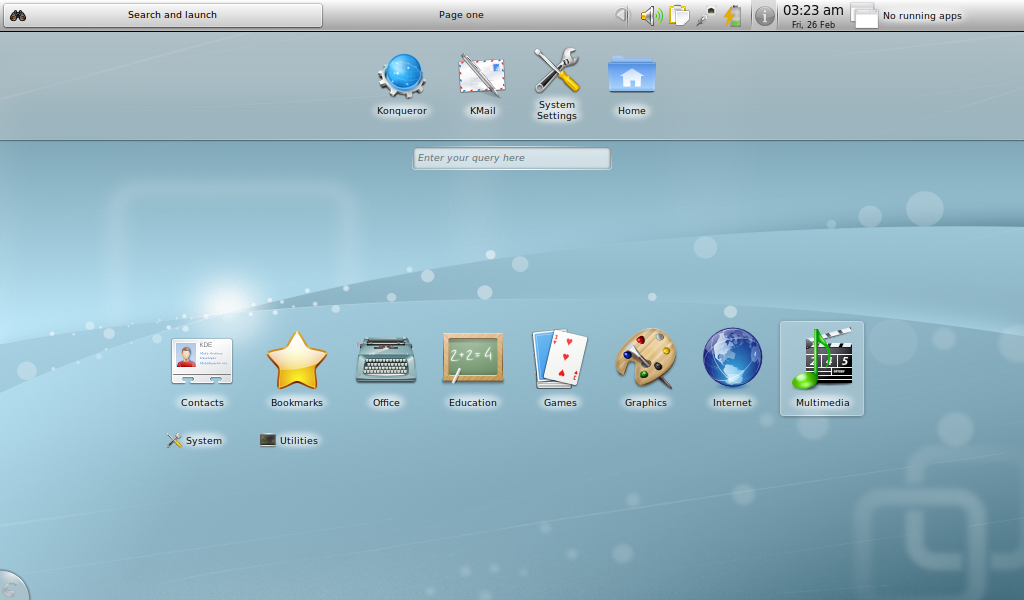
كوبونتو 10.04 نسخة نيتبوك